# Federazione Mondiale delle Borse
La Federazione Mondiale delle Borse (in inglese, World Federation of Exchanges (WFE), in francese, Federation Internationale des Bourses de Valeurs (FIBV)) è un'associazione di categoria internazionale che raggruppa le borse valori di svariati paesi al mondo. Fu fondata nel 1957; la sede è a Londra.